# Wild Dogs (Band)
Wild Dogs ist eine US-amerikanische Metal-Band, die 1981 in Portland, Oregon, als The Ravers gegründet wurde. Seit etwa 1987 besteht sie nur noch lose unter der Führung von Gründungsmitglied Matthew T. McCourt und ist de facto sein Soloprojekt.

## Geschichte
Im Sommer 1981 nahmen die Gitarristen Jeff Mark und Michael Landauer alias Mick Zane, der Schlagzeuger Pete Holmes und der Sänger Matt McCourt in Portland, Oregon, als The Ravers die McCourt-Komposition I Was a Teenage Rock’n’Roller für Matchbox Records auf. Im Herbst desselben Jahres verließ Mick Zane die Band in Richtung Malice, der Gründung eines anderen ehemaligen The-Ravers-Mitglieds, Jay Reynolds. Mit Danny Kurth am Bass (und bei einem Song mit Kip Doran als zweitem Leadgitarristen) nahm die Gruppe weitere gerade gemeinsam erarbeitete Lieder auf. Der noch immer nicht gefestigten Formation wurde alsbald Pete Holmes von der Band Moviestar, die sich später in Black ’n Blue umbenannte, abspenstig gemacht. Dafür half nun deren Sänger Jaime St. James, da er in der Nähe wohnte, am Schlagzeug aus. St. James brachte eine Begabung fürs Songwriting mit und so entwickelte die Band 1983 die Stücke The Tonight Show, Life Is Just a game, I need a Love, Two Wrongs und den Song, der im Lokalradio gespielt wurde: Born To Rock. Zu einem Demo gebündelt, bildeten sie die Grundlage für das Repertoire und das neue Selbstverständnis der Gruppe. McCourt schickte ein Demoband an den Inhaber von Shrapnel Records, Mike Varney, der The Tonight Show für die zweite Ausgabe seiner Kompilation-Serie US Metal aussuchte.
Ursprünglich hatte sich die Band für den Namen „DMZ“ entschieden, wurde aber gebeten, sich etwas Griffigeres einfallen zu lassen. So kamen die Musiker – aufgrund der beiden alten Hunde, die ihnen immer im Treppenhaus auf dem Weg zum Proberaum begegneten – auf „Wild Dogs“.
Aufgrund der Veröffentlichung von US Metal II entwickelte sich eine rege Nachfrage nach den Wild Dogs seitens der internationalen Metal-Fans sowie diverser Fanzines. Varney plante daher, nach Verpflichtung der Band ein ganzes Album zu produzieren. Das fertige Album wurde nach der Band benannt und auf dem Sampler US Metal III wurde Never Gonna Stop vorgestellt.
Einhergehend mit dem Umzug von Black ’n Blue nach Hollywood, hatten die Wild Dogs wieder ein Schlagzeuger-Problem. Der den Vorstellungen der Band am ehesten entsprechende Bryce Van Patten füllte die Lücke zunächst aus. Kip Doran fiel schließlich der in der Band The Enemy trommelnde 16-jährige Deen Castronovo auf. Dieser konnte auf dem Umweg über Malice für die Band gewonnen werden und ließ die Übergangsschlagzeuger St. James und Van Patten schnell vergessen. Der erste gemeinsame Auftritt fand am 20. August 1982 in San Francisco statt. Regelmäßige Auftritte gab es im Crossroads Center in Bellevue, Washington, einem Vorort von Seattle, wo Culprit und Overlord ebenfalls wiederkehrende Gäste waren. Später gab es Tourneen mit Metal Church, Anthrax, Girlschool, Dio, Raven und Slayer.
1984 erschien auf US Metal IV noch der nicht auf dem Album zu findende Song Burning Rain. Ansonsten hatte sich die Band so gut wie gar nicht um neues Material bemüht, was sie bezüglich des Nachfolgealbums unter Zeitdruck setzte. Darüber hinaus lähmte sie die Frustration, im Gegensatz zu Black ’n Blue und Malice ohne Major-Vertrag geblieben zu sein. Auch Mike Varney, der Icon und W.A.S.P. bereits gewinnbringend weitergereicht hatte, war an einer Abwerbung mit Ablösezahlung durch ein Major-Label interessiert. Varney produzierte das neue Album Man’s Best Friend, griff dabei aber stark in die Arrangements und Texte ein. Der Def-Leppard-Stil galt in der Branche als erfolgversprechend und stand deshalb bei der Produktion Pate. Musikredakteure bezichtigten die Band nach der Veröffentlichung des „Ausverkaufs“. Metallica und Slayer waren gerade auf der Bildfläche erschienen, um das Metal-Spektrum zu erweitern, und zogen viele Metal-Fans mit sich. Das Wild-Dogs-Album erfüllte nicht die Erwartungen, die das Debüt geweckt hatte, und passte nicht zu der Entwicklung innerhalb der Szene. Ihr Demo Doggy Style war wesentlich rauer als das fertige Album und zirkulierte unter den eingefleischten Fans als das wahre Man’s-Best-Friend-Album.
Jeff Mark schwang sich zum Bandboss auf – und Matt McCourt war nicht länger Mitglied der Wild Dogs. Als neuen Sänger präsentierte man John Tejeda. McCourt gründete daraufhin mit den Gitarristen Kip Doran und Chris Jacobsen, dem Bassisten Ken Goldstein und dem Schlagzeuger Ben Linton Evil Genius. Ein paar Monate später bat die Band McCourt, für den neuen Sänger, der nicht zu einer fünftägigen Tour mit Yngwie Malmsteen und Talas aufgetaucht war, einzuspringen. In Seattle brachten Besucher Schilder mit, die die „Mild Dogs“ verhöhnten und McCourt zurückforderten. Es wurde allerdings ein ganz anderer in die Band aufgenommen: Michael Furlong sollte das kommende Album einsingen.
McCourt nahm 1986 ein Album mit der lokalen Band Mayhem auf und eines mit seinem Evil-Genius-Nachfolger Dr. Mastermind.
Wild Dogs, bestehend aus Michael Furlong, Jeff Marks, Deen Castronovo und dem neuen Bassisten Rick Bartel, legte ein Jahr später Reign of Terror vor. Während das Album von Dr. Mastermind wieder auf Shrapnel Records erschien, war für Reign of Terror das Enigma-Label zuständig.
Im Laufe der nächsten Jahre scheiterten mehrere Reunion-Versuche trotz absolvierter Eröffnungsauftritte für die Doppelheadliner Dokken und Great White (1999) oder auch für Dio (2000) oder Blue Öyster Cult (2000). Kurzzeitig war es zum Beispiel mit dem Schweden Tom Möller am Schlagzeug versucht worden. Eine vierte LP kam ebenso wenig zustande, woran auch die Pleite von Enigma eine Mitschuld tragen könnte. Eine Fülle von aufgezeichnetem Material, vor allem Demoaufnahmen und Live-Konzerte, wurde archiviert und von McCourt auf seiner Label-Gründung US Metal Records verfügbar gemacht. (Sein Label bezeichnet er als das „kleinste Plattenlabel der Welt“.) McCourt veröffentlichte aber auch 2004, 2006 und 2015 drei mit dem Schriftzug „Wild Dogs“ versehene-Alben, an denen außer ihm jeweils nur Gastmusiker mitwirkten. Andere seiner Alben tragen wieder andere Interpretennamen. Er selbst war an verschiedenen Bandprojekten beteiligt. Für eine Anstellung bei Judas Priest hatte es 1993 jedoch nicht gereicht. Lediglich in der Judas-Priest-Coverband British Steel übernahm er den Rob-Halford-Part.
Deen Castronovo entwickelte sich zum gefragten Schlagzeuger, der mit berühmten Künstlern zusammenarbeitete, wie zum Beispiel Ozzy Osbourne und Journey. Gitarrist Jeff Mark ist seit den 1980er Jahren als Produzent tätig, besitzt das Powerhouse Studio und ist mit dieser Arbeit voll ausgelastet. Danny Kurth ist inzwischen leitender Angestellter bei einer Finanzfirma in Portland, Oregon, die sich auf Immobilienakquise spezialisiert hat. Er hält Kontakt zu seinen einstigen Bandkollegen und jammt bisweilen mit ihnen. Kip Doran, der an Evil Genius mitgewirkt hatte, spielte von 1991 bis 1993 zusammen mit McCourt und Castronovo als Mrs Beasely’s Nightmare Wild-Dogs- und Dr.-Mastermind-Lieder in lokalen Clubs.

## Stil und Rezeption
Matthias Herr urteilte in seinem Heavy Metal Lexikon Vol. 1, das erste Album sei „[r]auher, harter US-Metal“, das zweite sei mit dem Manko „einer schlappen und polierten Produktion“ behaftet, das dritte überzeuge ihn wieder, denn es sei „laut, hart, schnell“. Jens Reimnitz stellte Wild Dogs und Reign of Terror auf dieselbe stilistische Stufe, nämlich die des „powervollen Heavy Metal[s]“, was für Man’s Best Friend nicht gelte. Stefan Glas schrieb in seinem Bandeintrag im Lexikon US Metal Vol. 1, Wild Dogs sei ein „hervorragendes, energiegeladenes Werk“; man habe seinerzeit gespürt, „daß sich hier ein Orkan zusammenbraute, dessen Entfesselung unmittelbar bevorstand“, auf das allerdings „wachsweiche Kost“ gefolgt sei. 1987 habe sich die Band dann endlich auf „Power Metal in seiner brachialsten Form“ besonnen.
Die Band versuchte mit einer wilden Bühnenshow ihrem Namen gerecht zu werden. Auch das Cover von Man’s Best Friend schlug in dieselbe Kerbe: Das Foto der Vorderseite zeigt einen Dobermann, der so ins Bild gesetzt wurde, als hätte er soeben ein Opfer zerfetzt.
Das Wild-Dogs-Gesamtkonzept aus „lächerlichen Klischees“ kann Martin Popoff, Autor des Collector’s Guide of Heavy Metal Volume 2: The Eighties, zuerst nicht ernst nehmen, gesteht der Band aber beim dritten Album zu, ihr Konzept aufgewertet zu haben.

## Diskografie
- 1983: Wild Dogs (Shrapnel Records)
- 1984: Man’s Best Friend (Shrapnel Records)
- 1987: Reign of Terror (Enigma)
- 1996: Man’s Best Friend (Kompilation, Old Metal Record)
- 2000: Better Late than Never (Kompilation von Demoaufnahmen und unveröffentlichtem Material, Old Metal Records)
- 2002: Out for Blood (Kompilation, Old Metal Records)
- 2004: Down and Dirty (US Metal Records)
- 2004: Live at the Roseland (US Metal Records)
- 2005: The Ring of Blood (US Metal Records)
- 2006: Live in San Francisco 1982. First Live Performance (Selbstverlag, Neuausgabe 2015: US Metal Records)
- 2009: Better Late than Never – Live! Live in Germany at Headbangers Open Air (US Metal Records)
- 2015: Born to Rock Forever (US Metal Records)
- 2016: Evolution (Kompilation, US Metal Records)

Als Matt McCourt:
- 2002: King of the World (US Metal Records)

Als Fatt Matt
- 2006: Atomic Thunder (Selbstverlag)